# Podział administracyjny Bangladeszu
Bangladesz dzieli się na osiem prowincji (beng. bibhag), których nazwy pochodzą od nazw ich stolic. Każda z prowincji dzieli się na dystrykty (zila), a dystrykty dzielą się dalej na poddystrykty (upazila).
Prowincje:
- Barisal (বরিশাল Borishal)
- Ćottogram (চট্টগ্রাম Chôţţogram)
- Dhaka (ঢাকা Đhaka)
- Khulna (খুলনা Khulna)
- Rangpur (রংপুর Rangpur)
- Srihotto

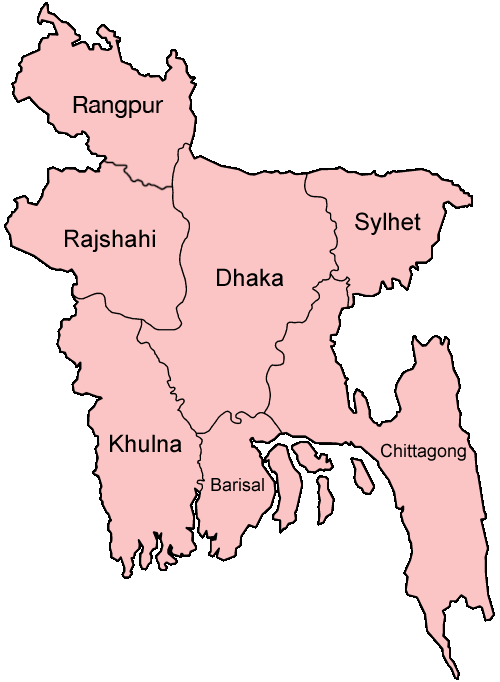
Podział administracyjny Bangladeszu

- Mymensingh (ময়মনসিংহ, Mojmonszinho)
- Radźszahi (রাজশাহী Rajshahi)